# Handschrift 896

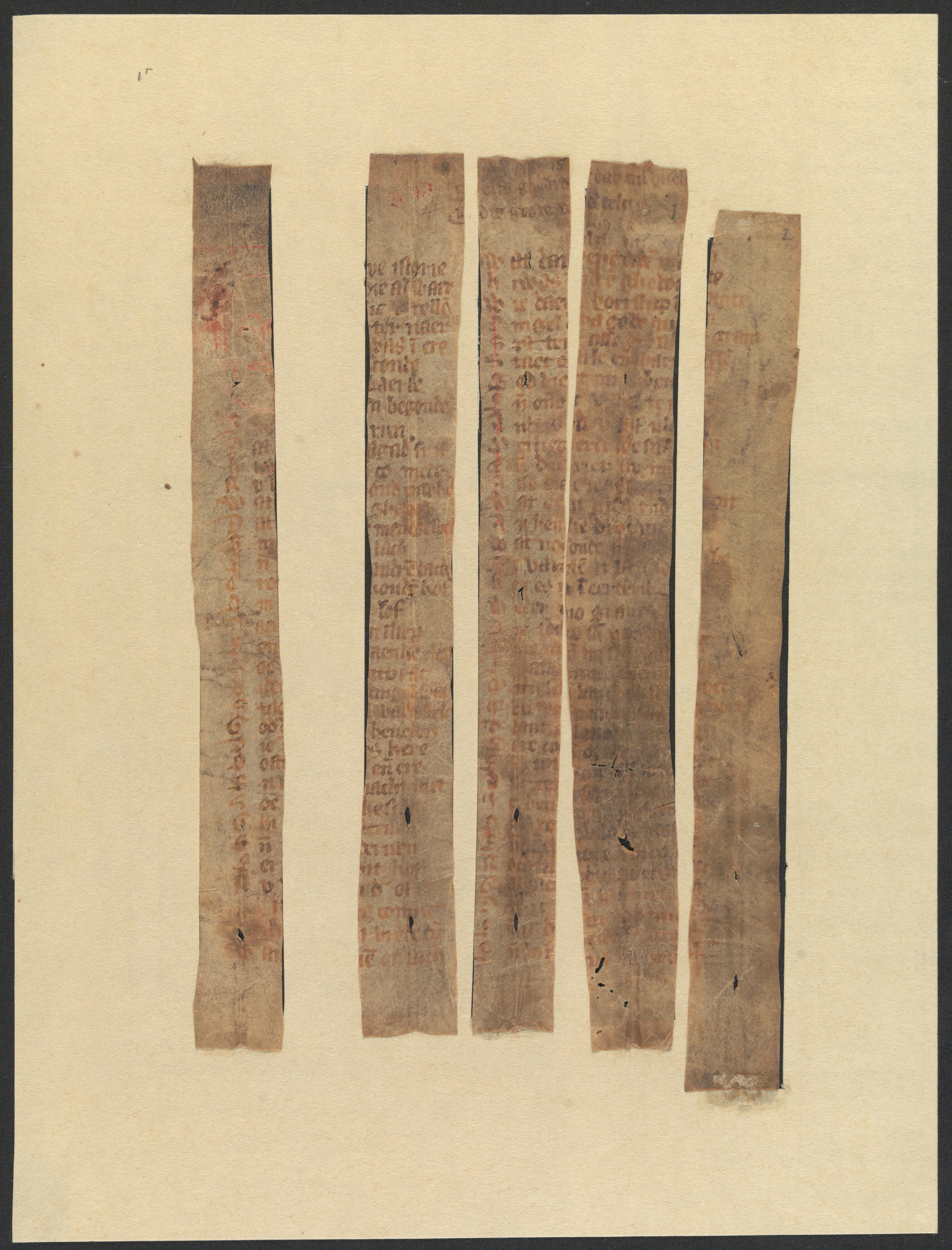
Strookjes perkament die aangetroffen werden als hartstrookjes in een Middelnederlandse versie van de Legenda aurea afkomstig uit het klooster Sint-Luciëndal bij Sint-Truiden. Bewaard in de Universiteitsbibliotheek van Gent.

Handschrift 896 is de naam die gegeven wordt aan een manuscript dat Middelnederlandse fragmenten van het verhaal van Karel ende Elegast bevat. Het handschrift wordt bewaard in de Universiteitsbibliotheek Gent.

## Het handschrift
De fragmenten die verzameld zijn in Handschrift 896 bestaan uit zeventien verticale strookjes perkament. De strookjes werden vervaardigd in de tweede helft van de veertiende eeuw in de Zuidwest-Brabant. Deze strookjes perkament werden in 1986 ontdekt als deel van een tot dan toe onbekend zesde manuscript. De stroken zijn verticaal doorgesneden en zijn ongeveer 20-25mm breed en 205mm hoog. De tekstspiegel heeft een hoogte van ca. 180 mm. De reepjes perkament waren doormidden gevouwen en vertonen elk vier gaten van het naaien. Door deze naaigaten zijn op sommige plaatsen letters verloren gegaan. De fragmenten werden aangetroffen als hartstrookjes in een Middelnederlandse versie van de Legenda aurea afkomstig uit het klooster Sint-Luciëndal bij Sint-Truiden. Het handschrift was gebonden in de oorspronkelijke, maar beschadigde, band van met leer overtrokken, houten platten. Om het papier te beschermen tegen insnijden door het bindgaren heeft men in het ‘hart’ van de katernen perkamenten stroken meegenaaid. Deze zogenaamde ‘hartstrookjes’ bleken beschreven te zijn en bij nader onderzoek afkomstig uit een handschrift met de Karel ende Elegast.

## Plaats in de overlevering en onderzoek

#### Fragmenten als bron
Karel ende Elegast is een meesterwerk van de epiek rond Karel de Grote. Het verhaal van Karel die op een nacht gaat stelen met roofridder Elegast en zo het complot van Eggeric van Eggermonde ontdekt die Karel wilde ombrengen, behoort tot ons collectieve geheugen. Het bleef alleen bewaard in vroege drukken en korte fragmenten in Middelnederlandse handschriften. Daarom zijn ook deze kleine fragmentjes van uiterst belang voor het literair onderzoek naar de overlevering. Van Karel ende Elegast zijn dus wel enkele tekstgetuigen bewaard gebleven, zowel in handschrift als in druk. Maar van de handschriften zijn enkel fragmenten bewaard. Als we de tekst in zijn geheel willen lezen moeten we gebruikmaken van de Rijnlandse vertaling die is opgenomen in de zogenaamde Karlmeinet-compilatie. Dat is een grote bundel Karelteksten die in de 14e eeuw tot stand kwam in het Rijngebied. Ook kunnen we een beroep doen op de vijf bewaarde drukken van het verhaal uit het eind van de vijftiende en het begin van de zestiende eeuw. In het geval van Karel ende Elegast werd de tekst bij het ter perse gaan niet in proza omgezet, zoals bij de meeste versromans was gebeurd, maar werd de oorspronkelijke versvorm bewaard. De zeventien strookjes perkament in de Gentse Universiteitsbibliotheek bevatten de resten van 618 verzen, die op menige plaats een oudere lezing lijken te bevatten dan de reeds bekende codices en drukken. Voor grote stukken van de tekst vormt deze nieuwe bron het enige Middelnederlandse handschrift; van de passage 1284-1302 is er naast de Rijnlandse redactie zelfs geen andere bron bewaard. Ten slotte vormen de stroken de langst overgeleverde bron van de Karel ende Elegast.

#### Kopiistenfouten
De Gentse fragmenten zijn niet alleen voor de tekststudie van belang. Zij bevatten ook mooi materiaal voor de bestudering van kopiistengedrag. Een onvermijdelijke zwakte van diachroon tekstonderzoek ligt in het hypothetische karakter van de reconstructies. Op basis van interpretatieve argumenten moeten in verloren gegane codices kopiistenfouten, -correcties en -ingrepen worden aangenomen, die in laatste instantie niet te bewijzen zijn. Het is daarom van groot belang de werkwijze van afschrijvers en bewerkers te analyseren waar die in overgeleverde handschriften aan het licht komt. Dankzij het feit dat er van de Karel ende Elegast verscheidene bronnen zijn bewaard, is het door vergelijking der teksten mogelijk kopiisten op fouten te betrappen. We kunnen ook waarnemen, hoe ze verbeteringen aanbrengen. En af en toe wordt duidelijk, hoe en waarom ze in de tekst ingrijpen. De Gentse fragmenten nu bevatten opvallend veel fouten en correcties.